# Obraz Matki Bożej Pocieszenia w Świnnej Porębie
Matka Boża Pocieszenia w Świnnej Porębie – wizerunek Maryi z dzieciątkiem Jezus znajdujący się na ołtarzu głównym kościoła parafialnego w Świnnej Porębie, otoczony kultem religijnym.

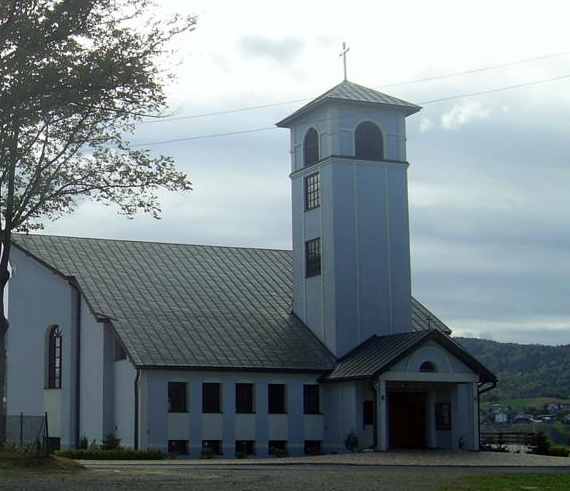
Kościół parafialny w Świnnej Porębie, w którym obecnie mieści się obraz Matki Bożej Pocieszenia

## Historia
Obraz został namalowany w 1874 przez nieznanego malarza i został podarowany w tym samym roku przez właścicieli dworu w Jaszczurowej Knesków. Początkowo znajdował się w pierwszej drewnianej kaplicy przygotowanej dla obrazu w Świnnej Porębie. W 1910 na miejscu starej kaplicy została zbudowana nowa, murowana. Został do niej przeniesiony wizerunek. W maju 1959 kaplica z obrazem została odwiedzona przez biskupa Karola Wojtyłę, który zechciał swoją pierwszą wizytację odbyć w parafii świętego Wojciecha w Mucharzu. Podczas wojny z dworu w Jaszczurowej do kaplicy trafiły dwie rokokowe figury z kaplicy dworskiej i zostały umieszczone na ołtarzu kaplicy obrazu. W roku 1999 z inicjatywy proboszcza mucharskiego Jana Marcisza wieś przystąpiła do budowy nowego kościoła w Świnnej Porębie według projektu Hanny Jarosz z Wadowic. 18 października 2000 roku ówczesny arcybiskup metropolita krakowski kardynał Franciszek Macharski poświęcił kaplicę, która obecnie miała służyć za tymczasowy kościół parafialny. Właściwy kościół parafialny powstał przy kaplicy. Darem kardynała dla nowego kościoła został namalowany nowy obraz. Wykonał go Zdzisław Gołąbek. Wizerunek Matki Bożej Pocieszenia został w kaplicy. 1 lipca 2008 roku proboszczem został ks. Janusz Żmuda. Zamienił on obrazy. Obraz autorstwa Zdzisława Gołąbka przeniesiony został do kaplicy, a znajdujący się tam wizerunek Matki Bożej Pocieszenia odnowił wraz z ołtarzem i przeniósł do kościoła. W 2019, po 145 latach od powstania obrazu, 3 maja 2019 roku, na skronie Maryi i dzieciątka Jezus nałożono złote korony ufundowane przez 174 rodziny z parafii, a koronacji dokonał ksiądz infułat Jakub Gil wraz z prałatem Janem Marciszem z Mucharza i proboszczem Januszem Żmudą.

## Opis
Obraz przedstawia siedzącą Maryję, trzymającą oburącz stojącego na Jej kolanach Jezusa, z rączką uniesioną w geście błogosławieństwa. Wizerunek  Matki Bożej z Dzieciątkiem, tzw. Madalskiej, nazywanej też Madonną Żywiecką nawiązuje wyraźnie do pięknych Madonn mistrzów włoskich. Maryja ma niebieskie oczy i ciemnobrązowe włosy, na głowie ozdabia biała łoktusza. Ubrana jest w czerwoną szatę z granatowym płaszczem. Głową jest przechylona do Jezusa. Jezusek ma niebieskie oczy i jasne brąz włosy. Jest ubrany białym tiulem z małą czerwoną kokardą na piersi, pochylony jest główką do Matki Bożej, na obu rękach ma korale (prawie niewidoczne). Jezus trzyma w lewej ręce gruszkę: owoc symbolizujący słodycz matczynej miłości Maryi oraz poświęcenie jej kobiecości na ofiarę Bożego Macierzyństwa. Obie postacie mają aureole dokoła głowy, które symbolizują ich świętość. Tło jest w kolorach zieleni i czerni, z białą tiulową kotarą, ozdobioną dużą czerwoną kokardą na środku i dwiema po bokach mniejszymi koloru granatowego (z prawej strony prawie niewidoczna). Na spodzie obrazu widnieje staropolska inskrypcja: Pocieszynie Najszwietrzej Maryi Panny r. 1874 (Pocieszenie Najświętszej Maryi Panny r. 1874).

## Teorie na temat powstania obrazu
Obraz powstał w XIX wieku. Jest kilka podobnych wizerunków znajdujących się na terenach Żywca, takich jak: Matka Boża Pocieszenia w Juszczynie (niedaleko Makowa ), obrazy Matki Bożej Pocieszenia w żywieckim muzeum miejskim i w muzeum etnograficznym w Krakowie Z tego wynika, że autor obrazu pochodził najprawdopodobniej z terenów Żywca. W czasie namalowania wizerunku w terenach żywieckich malowało w tym stylu dwóch artystów jak: Antoni i Wincenty Chrząstkiewicz (ojciec i syn). Najprawdopodobniej autorem jest Wincenty Chrząstkiewicz, gdyż ten artysta tworzył w stylu tzw. "Żywieckiej Madonny", także chętniej i obficiej stosował tiulowe fragmenty stroju żywieckiego, które dekorują Maryję, Jezuska jak i sam obraz.

## Galeria

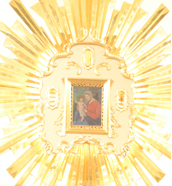
Odnowiony ołtarz główny w kościele parafialnym w Świnnej Porębie z obrazem Matki Bożej Pocieszenia w starej oryginalnej zabytkowej ramie
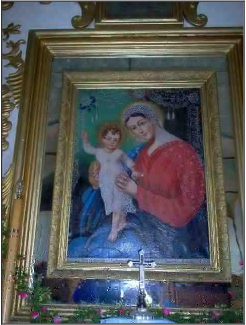
Matka Boża Pocieszenia bez koron, w starym kaplicznym ołtarzu
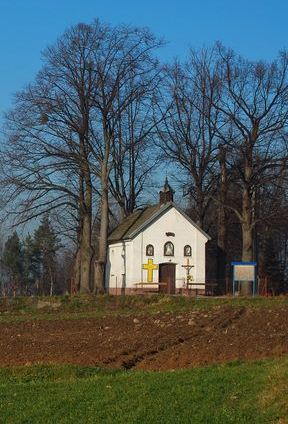
Murowana kaplica, w której od 1910r. do 2008r. mieścił się obraz Matki Bożej Pocieszenia
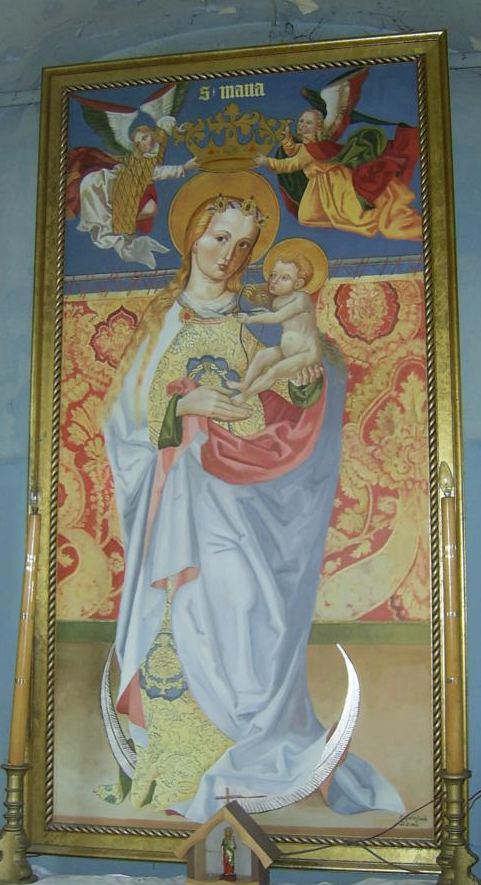
Specjalnie namalowany w 2000r. przez Zdzisława Gołąbka obraz Matki Bożej Pocieszenia, który miał być przed przemianą w kościele parafialnym, teraz znajduje się w kaplicy
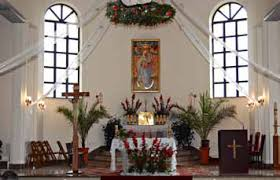
Matka Boża Zdzisława Gołąbka w ołtarzu głównym przed prwzemianą obrazów
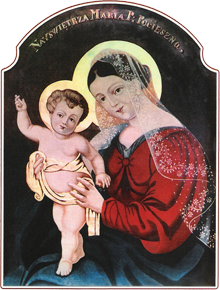
Matka Boża Pocieszenia w Juszczynie z 1834 roku, najprawdopodobniej autorstwa Andrzeja Madalskiego
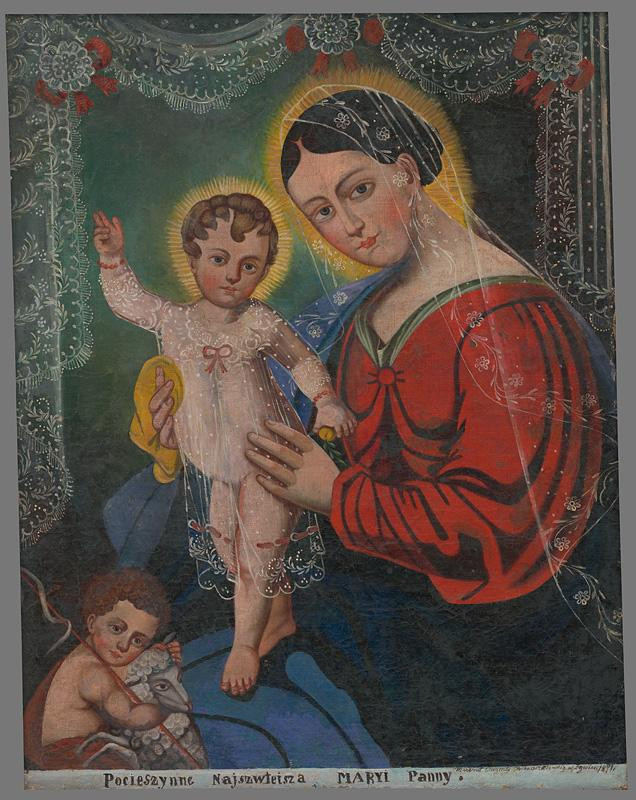
Pocieszenie Najświętszej Maryi Panny Wincentego Chrząstkiewicza z 1891r.
Matka Boża Pocieszenia w Sejnach, najprawdopodobniej autorstwa Andrzeja Madalskiego
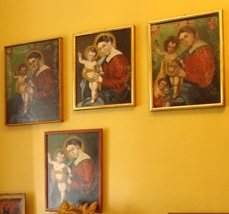
Obrazy Matki Bożej Pocieszenia na jednej z wystaw w muzeum żywieckim (obrazy na czarnym tle autorstwa Andrzeja Madalskiego, a na zielonym Wincentego Chrząstkiewicza)
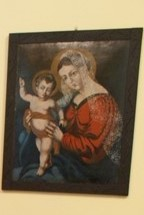
Obraz Matki Bożej Pocieszenia na jednej z wystaw w muzeum żywieckim autorstwa Andrzeja Madalskiego
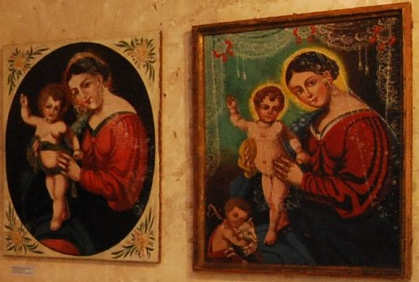
Obrazy Matki Bożej Pocieszenia na jednej z chwilowych wystaw w muzeum żywieckim (obraz na czarnym tle autorstwa Andrzeja Madalskiego z 1832, a na zielonym Wincentego Chrząstkiewicza)